# Florian Marciniak

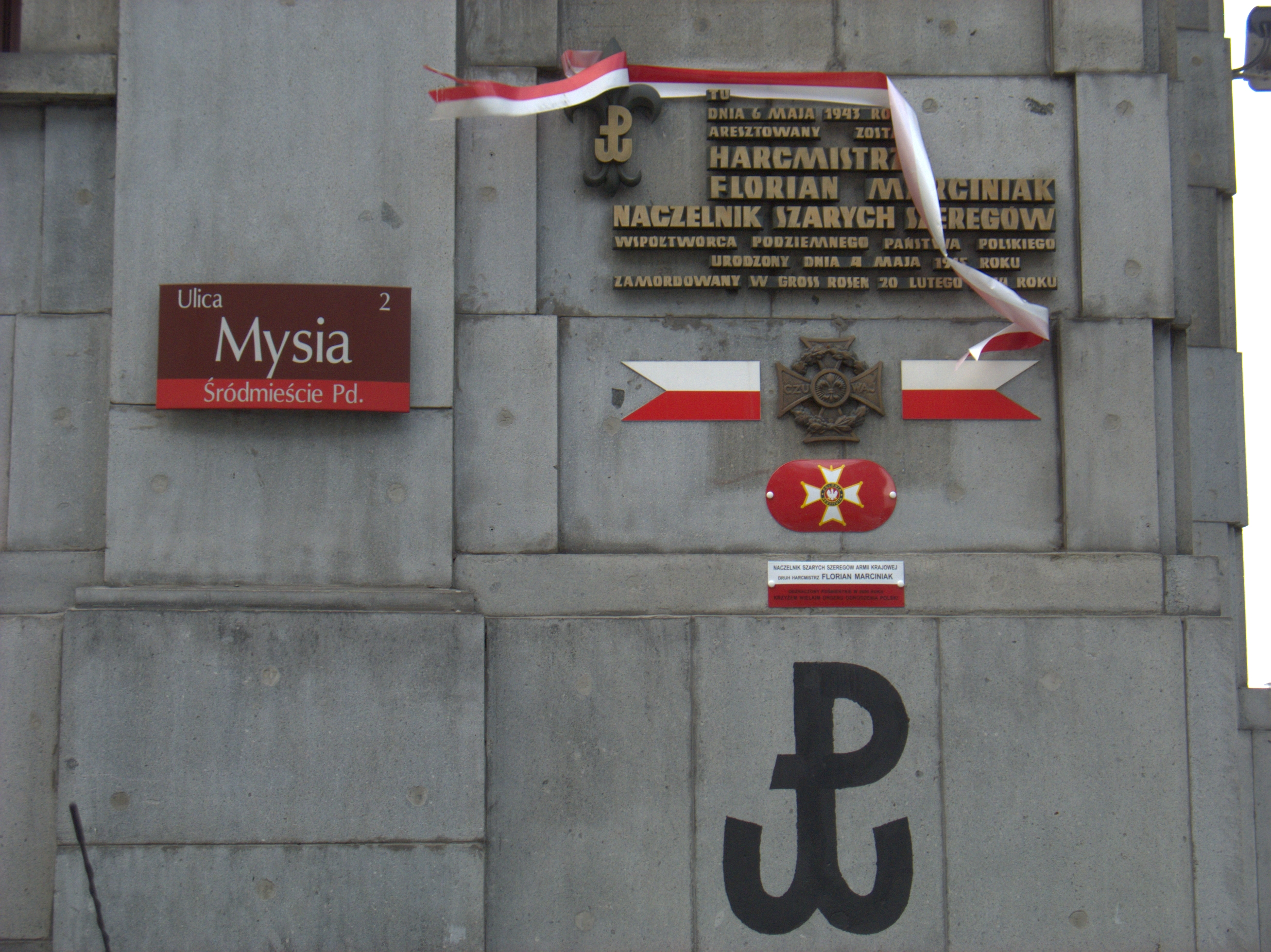
Florian Marciniak – informacja przy ul. Mysiej w Warszawie

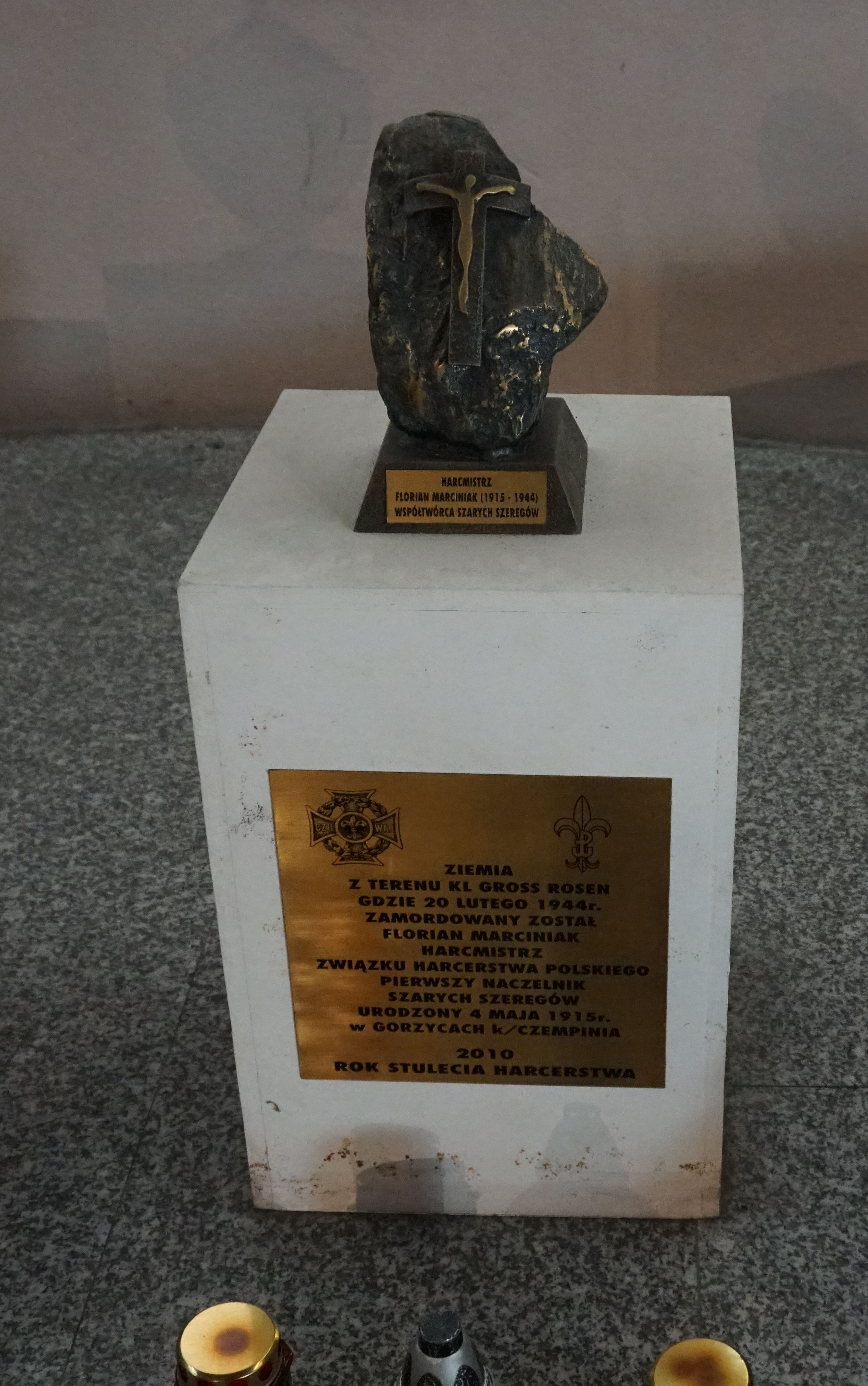
Urna z ziemią, na której został zamordowany Florian Marciniak, w Krypcie Zasłużonych Wielkopolan w Poznaniu

Florian Marciniak, ps. Jerzy Nowak, Nowak, J. Krzemień, Szary, Flo (ur. 4 maja 1915 w Gorzycach, zm. 20 lutego 1944 w Gross-Rosen) – instruktor Związku Harcerstwa Polskiego, harcmistrz, pierwszy naczelnik Szarych Szeregów. Przybrane nazwiska: Jerzy Grzegorzewski, Mieczysław Kujawski.

## Życiorys
Urodził się 4 maja 1915 w Gorzycach pod Czempiniem w chłopskiej rodzinie, jako szóste z dziesięciorga dzieci Pawła i Wiktorii z Szajków. W 1926 roku wyjechał do Poznania, gdzie podjął naukę w Państwowym Gimnazjum im. św. Jana Kantego. Po zdaniu matury w 1934 rozpoczął studia prawnicze na Uniwersytecie Poznańskim. Później pracował w Banku Związku Spółek Zarobkowych w Poznaniu.
Od młodych lat należał do harcerstwa, w którym był drużynowym 21 Poznańskiej Drużyny Harcerzy im. Tadeusza Reytana, wiceprezesem Akademickiego Koła Harcerskiego im. Heliodora Święcickiego w Poznaniu, kierownikiem Wydziału Młodzieży w Wielkopolskiej Komendzie Chorągwi Harcerzy. Był najmłodszym harcmistrzem w ZHP (stopień uzyskał 10 maja 1938). W latach 1937–1938 pełnił funkcję zastępcy komendanta Harcerskiej Szkoły Instruktorskiej w Górkach Wielkich koło Skoczowa (jej komendantem był Aleksander Kamiński).
Z chwilą wybuchu wojny pracował w Pogotowiu Harcerzy w Poznaniu. Wraz z Franciszkiem Firlikiem, m.in. kierował akcjami przeciwpożarowymi i zabezpieczał urzędy państwowe. Po ewakuacji wojska i władz z miasta, przedostał się 8 września 1939 do Warszawy i razem z wielkopolskimi instruktorami zorganizował Pogotowie Harcerzy, po czym został mianowany jego komendantem.
Tuż przed kapitulacją stolicy, 27 września 1939, otrzymał nominację na naczelnika Szarych Szeregów i był nim aż do aresztowania. Pod koniec września 1939 roku wziął udział w spotkaniu instruktorów harcerskich, na którym postanowiono o przejściu harcerstwa do podziemia. Wywarł duży wpływ na program wychowawczy i plany działania tajnej organizacji. Wprowadził w Szarych Szeregach zasadę „wychowania przez walkę” w ramach programu „Dziś, jutro, pojutrze”. W marcu 1943 brał udział w przygotowaniach odbicia z rąk Gestapo Janka Bytnara „Rudego” („Akcja pod Arsenałem”).
26 września 1942 w kościele św. Krzyża przy Krakowskim Przedmieściu poślubił Zofię Broniewską, siostrę Stanisława Broniewskiego ps. „Orsza” – późniejszego następcy na funkcji naczelnika „Szarych Szeregów”. Zofia Marciniak w styczniu 1945 została aresztowana, następnie wywieziona do obozu koncentracyjnego Bergen-Belsen, gdzie w kwietniu tego roku zmarła.
6 maja 1943, po wpadce Wielkopolskiej Chorągwi Harcerzy, został aresztowany w Warszawie przez funkcjonariuszy poznańskiego Gestapo. Podczas przesłuchań w siedzibie KdS w Alei Szucha nie wydał swoich współpracowników.
Od razu powstał plan uwolnienia Marciniaka. Pierwsza próba została odwołana, gdyż trasa więźniarki nie wiodła przez ul. Koszykową, gdzie specjalna grupa miała dokonać odbicia naczelnika Szarych Szeregów. Ponadto pojawiła się informacja, iż Marciniak nie był transportowany.
Wkrótce okazało się, że Gestapo woziło Marciniaka po mieście i wystawiało na tzw. „wabia”, by złapać również jego współpracowników. W tej sytuacji dowództwo podjęło decyzję o podzieleniu harcerzy na dwie grupy. Zadaniem pierwszej, pod dowództwem Giewonta, było śledzenie wozu z Marciniakiem. Druga zaś, którą dowodził Maciek, miała odebrać sygnał od patrolu rozpoznawczego. W następnych dniach nadal trwały poszukiwania, które odwołane zostały wieczorem 11 maja, po otrzymaniu wiadomości o wywiezieniu naczelnika ze stolicy (akcja Chicago).
W czasie transportu do Poznania Florian usiłował uciec, skacząc z pędzącego samochodu w okolicach Sochaczewa – jednakże bez powodzenia. Straszliwie zmaltretowany został umieszczony w osławionej katowni poznańskiej – Forcie VII w celi nr 66. W celu odbicia Floriana zostało powołane stowarzyszenie „Białej Róży”, w którego skład weszli, m.in. Stanisław Broniewski – „Orsza”, Eugeniusz Stasiecki – „Piotr”, Edward Zürn – „Jacek”, Zygmunt Kaczyński – „Wesoły”, Adam Borys – „Pług”, Władysław Cieplak – „Giewont”, Tadeusz Zawadzki – „Zośka” oraz specjalnie dobrany oddział z Grup Szturmowych.
Harcerzom nie udało się odbić swojego przywódcy – 18 lutego 1944 Florian Marciniak został wywieziony do obozu w Żabikowie pod Poznaniem, następnie do obozu koncentracyjnego w Gross-Rosen, w którym prawdopodobnie dnia 20 lutego 1944 roku został zamordowany. Ciała nigdy nie odnaleziono. We wrześniu 2010 roku do Krypty Zasłużonych Wielkopolan w kościele św. Wojciecha w Poznaniu, złożono urnę z ziemią, na której został zamordowany.

## Order
Pośmiertnie, postanowieniem prezydenta Lecha Kaczyńskiego z 11 listopada 2006 „za wybitne zasługi dla niepodległości Rzeczypospolitej Polskiej, za działalność na rzecz przemian demokratycznych w kraju, za upowszechnianie wiedzy o dziejach Narodu Polskiego” został odznaczony Krzyżem Wielkim Orderu Odrodzenia Polski.